# Has Laran (Bemori)
Has Laran ist eine osttimoresische Aldeia. Sie liegt im Südosten des Sucos Bemori (Verwaltungsamt Nain Feto, Gemeinde Dili). In Has Laran leben 261 Menschen (2015).

## Lage und Einrichtungen
Has Laran grenzt im Westen an die Aldeia Centro, im Norden und Osten an den Suco Culu Hun und im Süden, jenseits der Rua Fonte dos Namorados, an den Suco Lahane Oriental.
In Has Laran befinden sich ein Franziskanerkonvent, die Kapelle der Erhöhung des Heiligen Kreuzes, die Klinik St. Elisabeth und die Grundschule Especial Taibesi. An der Rua Fonte dos Namorados liegt die namensgebende Fonte dos Namorados (deutsch Quelle der Verliebten).